# Pleuroptya scinisalis
Pleuroptya scinisalis là một loài bướm đêm trong họ Crambidae.